# Parijiwka (hromada Ilińce)
Parijiwka (ukr. Паріївка) – wieś na Ukrainie, w obwodzie winnickim, w rejonie winnickim, w hromadzie Ilińce. W 2001 liczyła 600 mieszkańców.